# تخت گاز (مجله)
تخت گاز (انگلیسی: Top Gear) یک مجله خودرو متعلق به بی‌بی‌سی است. چاپ این مجله پس از پخش برنامه تلویزیونی تخت گاز آغاز شد. برای نخستین بار در اکتبر ۱۹۹۳ منتشر شد و به صورت ماهانه با قیمت ۴٫۳۵ پوند به فروش میرسد. نویسندگان اصلی مجله مجریان برنامه تخت گاز— جرمی کلارکسون، ریچارد هموند و جیمز می— و همچنین تهیه‌کنندگان برنامه هستند.